# Joanna Kerns
Joanne Crussie DeVarona (San Francisco, California; 12 de febrero de 1953), más conocido artísticamente como  Joanna Kerns, es una actriz y directora estadounidense. En 2004 declaró a favor del pedófilo Brian Peck por la agresión sexual a Drake Bell, gracias a su declaración dejaron en libertad al agresor sexual y pedófilo. 
Entre sus actuaciones destaca el personaje de Maggie Seaver en la famosa serie de televisión llamada Growing Pains desde 1985 hasta 1992.

## Biografía
Kerns nació en San Francisco, California. Su padre, David Thomas DeVarona, era un agente de seguros, y su madre, Martha Louise (née Smith), fue gerente de una tienda de ropa.  Kerns es la tercera hija de cuatro. Ella tiene un hermano mayor y un hermano menor, así como una hermana mayor. Su hermana mayor, Donna de Varona, es una famosa nadadora medallista de oro olímpica, que ganó 2 medallas de oro en los Juegos Olímpicos de 1964. Su tía es la actriz de cine mudo Miriam Cooper. 
Al crecer, Kerns estaba constantemente en competencia con su hermana, Donna Kerns declaró en una entrevista, "Donna fue la chica dorada. Había una presión dentro de mí para duplicar el éxito de Donna".
Joanna intentó nadar, pero comprendió que no era su deporte, así que ella cambió a gimnasia. De hecho, Joanna llegó a ser tan buena en gimnasia que compitió en las pruebas olímpicas en 1968 y ocupó el puesto 14 de 28.

## Carrera
Kerns tiene su inicio en la farándula como bailarina antes de dedicarse a la actuación. Ella asistió a UCLA y se especializó en danza. Fue allí que ella vio un anuncio para una producción de Gene Kelly llamada Clown Around e inmediatamente saltó a la oportunidad de hacer una audición.
Como directora se ha encargado de numerosas series y películas, dirigiendo episodios de series como Dawson's Creek, Titans, Scrubs y Psych.
Kerns también ha hecho apariciones notables como actriz en largometrajes entre ellos Girl, Interrupted y la comedia de 2007 Knocked Up.

## Vida personal
En 1974, Kerns había conocido al productor comercial, Richard Kerns, en el rodaje de un comercial y se casaron dos años después. Su matrimonio duró 9 años y tuvieron una hija, Ashley Cooper. Inmediatamente después de la disolución de su matrimonio, Joanna obtuvo el papel de Maggie Seaver en Growing Pains. Actualmente está casada con el arquitecto de Los Ángeles, Marc Appleton.

## Política
Kerns, que es demócrata, apoyó a John Kerry en las Elecciones presidenciales de Estados Unidos de 2004 y a Hillary Clinton en las Elecciones presidenciales de Estados Unidos de 2008.

## Filmografía

### Como actriz
- MaNiC (2007)
- Knocked Up (2007)
- Growing Pains: Return of the Seavers (2004)
- Someone to Love (2001)
- All Over the Guy (2001)
- The Growing Pains Movie (2000)
- Girl, Interrupted (1999)
- At the Mercy of a Stranger (1999)
- Emma's Wish (1998)
- Sisters and Other Strangers (1997)
- Mother Knows Best (1997)
- Terror in the Family (1996)
- No One Could Protect Her (1996)
- Whose Daughter Is She?
- See Jane Run (1995)
- Mortal Fear (1994)
- No Dessert, Dad, Till You Mow the Lawn (1994)
- Shameful Secrets (1993)
- The Man with Three Wives (1993)
- Not in My Family (1993)
- Desperate Choices: To Save My Child (1992)
- The Nightman (1992)
- Captive (1991)
- Deadly Intentions... Again? (1991)
- An American Summer (1991)
- The Big One: The Great Los Angeles Earthquake (1990)
- Blind Faith (1990)
- The Preppie Murder (1989)
- Those She Left Behind (1989)
- Street Justice (1989)
- Cross My Heart (1987)
- Mistress (1987)
- Growing Pains (1985)
- The Rape of Richard Beck (1985)
- Stormin' Home (1985)
- A Bunny's Tale (1985)
- Hunter (1984)
- The Return of Marcus Welby, M.D. (1984)
- The Four Seasons (1984)
- The A Team (1983)
- V (1983)
- Mother's Day on Waltons Mountain (1982)
- A Wedding on Walton's Mountain (1982)
- Marriage Is Alive and Well (1980)
- Coma (1978)
- The Million Dollar Rip-Off (1976)
- Ape (1976)

### Como directora
- There's Something About Mira (2008)
- Poker? I Barely Know Her (2007)
- I Wood If I Could
- Army Wives (2007)
- Dirty Laundry (2007)
- Head Games (2007)
- ER (2006)
- Graduation Day (2006)
- Quintessence of Dust (2006)
- Shadow Boxer (2005)
- Ghost Bride (2005)
- Related (2005)
- Romancing the Joan (2005)
- Babe in the Woods (2005)
- Growing Pains: Return of the Seavers (2004)
- You Can't Always Get What You Want (2004)
- Breaking a Slump (2004)
- Rush to the Door (2004)
- Defending Our Kids: The Julie Posey Story (2003)
- The O'Keefes (2003)
- Addicted to Love (2003)
- Come Blow Your Whistle (2002)
- Felicity Interrupted (2002)
- Fire (2001)
- Leap of Faith (2002)
- The Right Thing to Do (2001)
- Something Battered, Something Blue (2001)
- The Obstacle Course (2001)
- Troubled Water (1999)
- Chapter Fourteen (2001)
- Payback's a Bitch (2000)
- PMS.COM (2000)
- Disinformed Sources (2000)
- Such Sweet Dreams (1999)
- Affairs to Remember (1998)
- My Best Friend's Boyfriend (1999)
- Life Is a Beach (1998)
- Trick or Treat(1997)
- Any Day Now (1998)
- Dawson's Creek (1998)
- Suddenly Susan (1996)
- Remember WENN (1996)
- Hope & Gloria (1995)
- The Truck Stops Here (1992)
- Growing Pains (1992)